# Allan Niebuhr
Allan Niebuhr (født 1. september 1951 i Silkeborg) er en dansk politiker, der var medlem af Folketinget for Konservative i Løgumklosterkredsen (Sønderjyllands Amtskreds) fra 2005 til 2007. Niebuhr er desuden tidligere borgmester i Bov Kommune.
Niebuhr, der oprindelig havde en handelsuddannelse fra 1972, blev i 1978 uddannet fra Politiskolen. Han har bl.a. arbejdet som politibetjent i Padborg og Gråsten fra 1978 til 1998 og i Aabenraa fra 2003 til 2005.
Han begyndte sin politiske karriere som byrådsmedlem i Bov Kommune i 1986, og var i perioden frem til 1997 tillige formand for kommunens kulturudvalg. I 1998 blev han borgmester, og sad frem til 15. oktober 2001 som følge af at han følte sig modarbejdet af Venstre og Socialdemokraterne i byrådet. Kort forinden havde Tilsynsrådet kendt hans forhold til kommunens økonomichef ulovligt.
Under sin tid som borgmester var han også næstformand for Padborg-Kruså Erhvervsråd. I 2001 blev han formand for Konservative i Bov 2001-2005 og næstformand for partiet i Løgumklosterkredsen. Han blev valgt til Folketinget 8. februar 2005, og var bl.a. partiets fødevare- og indfødsretsordfører, ligesom han var formand for Folketingets Forsvarsudvalg. Ved valget 13. november 2007 opnåede han ikke genvalg, da mandatet i stedet tilfaldt Mike Legarth.